# Baksei Chamkrong

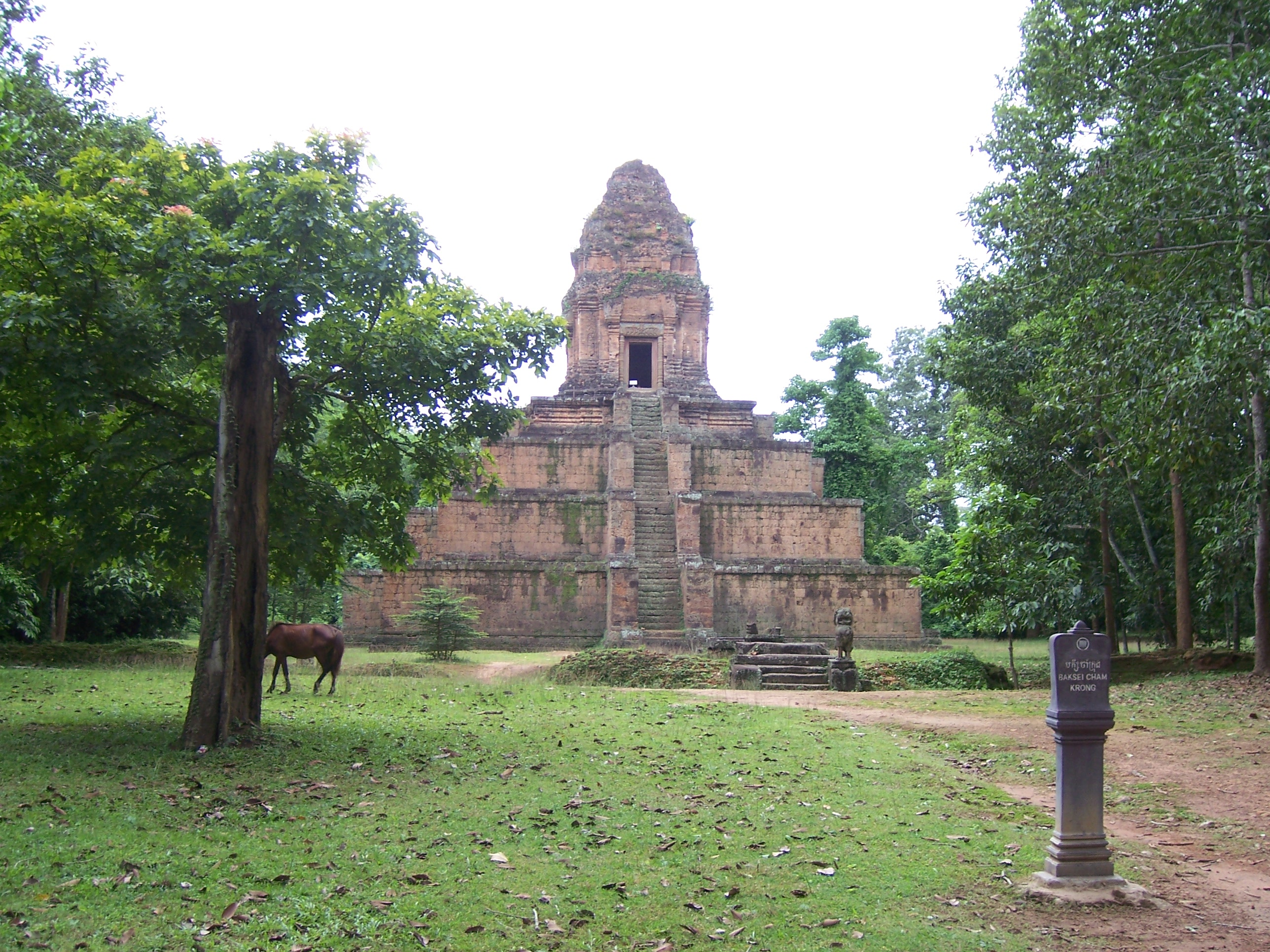
Blick von Ost

Der Baksei Chamkrong (Khmer: ប្រាសាទបក្សីចាំក្រុង, zu deutsch „Vogel mit schützenden Flügeln“) ist ein kleiner, im 10. Jahrhundert erbauter, Shiva geweihter Pyramidentempel links des Weges von Angkor Wat nach Angkor Thom.

## Geschichte und Lage
Zum Andenken an seinen Vater Yasovarman I. (Regierungszeit 889 bis etwa 915) und an seine Mutter ließ der Angkorkönig Harshavarman I. (Regierungszeit etwa 915 bis 923) einen Ahnentempel bauen, den Baksei Chamkrong.
In der Ebene rahmte ein Erdwall mit Wassergraben den unter Yasovarman I. auf einem Hügel errichteten Staatstempel Phnom Bakheng. Das eingefasste Gebiet war ein westöstlich gelagertes Rechteck von 650 × 440 m Größe. Die nordöstliche Ecke dieses Gebiets wählte Harshavarman I. für den Baksei Chamkrong. Unter Jayavarman IV. (Regierungszeit 928–941) und Harshavarman II.  (Regierungszeit 941–944) befand sich die Hauptstadt des Khmer-Reichs vorübergehend ca. 100 km nordöstlich von Angkor in Koh Ker. Der Nachfolger und Cousin von Harshavarman II., Rajendravarman II. (Regierungszeit 944 bis 968), residierte wieder im zentralen Angkorgebiet; den noch nicht ganz fertiggestellten Baksei Chamkrong ließ er richten, mit Stuckdekor überziehen und laut Inschrift am Mittwoch, dem 23. Februar 948 morgens um 9 Uhr 40 dem Gotte Shiva weihen.

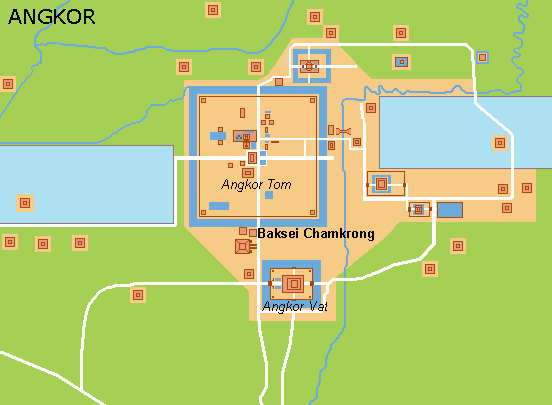
Lageplan

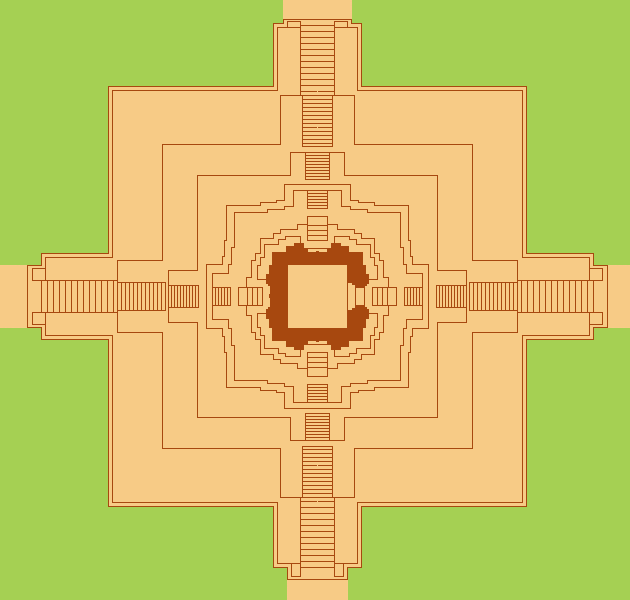
Grundriss

Zusammen mit dem Anfang des 12. Jahrhunderts entstandenen Tempel Angkor Wat und der Anfang des 13. Jahrhunderts entstandenen Stadtanlage Angkor Thom ergibt sich heute folgendes Bild: Eine Straße führt geradewegs von Süd nach Nord; rechts dieser Straße liegt der Haupteingang von Angkor Wat, nach 1200 m links der Hauptzugang zum Phnom Bakheng, 150 m weiter ebenfalls links der Baksei Chamkrong; nach weiteren 300 m passiert die Straße das Südtor von Angkor Thom und wird zur Hauptachse der Stadtanlage.
Einige hinduistische Traditionen verorten den Berg Kailasa, der als Refugium Shivas gilt, im Nordwesten des mythischen Berges Meru. Die Lage des Shiva geweihten Ahnentempels im Nordwesten des Tempelberges Phnom Bakheng könnte auf eine entsprechende Bedeutung hinweisen.

## Baukunst

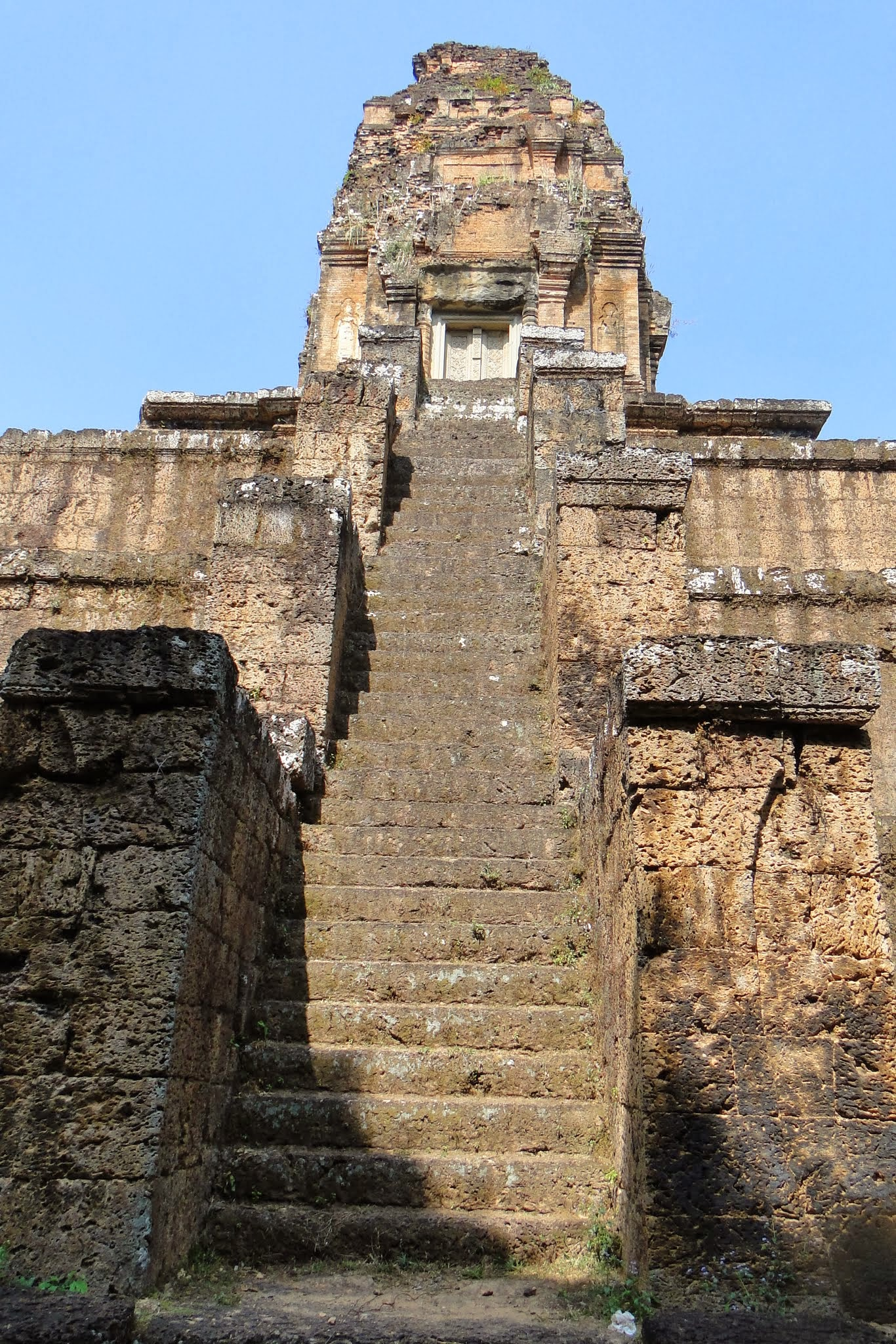
Treppe zum Prasat

Laut Zieger lassen sich am Baksei Chamkrong „die Elemente des Pyramiden-Tempels bequem überblicken“:
- eine vierstufige Pyramide mit vier Treppenaufgängen aus den Haupthimmelsrichtungen,
- darauf ein Prasat (Tempelturm) mit vier gleichen Fassaden, Zugang in der Ostseite, Scheintüren in den drei anderen Seiten, bestehend aus Cella (Tempelinnenraum) und vier Dachgeschossen.

Für die drei unteren Stufen der Pyramide verwendeten die Khmer-Baumeister erstmals Laterit. Die oberste Pyramidenstufe besteht aus profiliertem Sandstein, der Prasat hat einen Sandsteinsockel und besteht aus Backstein. An der Basis misst die Pyramide 27 × 27 m, oben 15 × 15 m; diese obere Plattform befindet sich 13 m über der Umgebung. Massive Mauern flankieren die steilen Treppen und verwehren den Zugang zu den Terrassenabsätzen. Mit seinem dramatischen Anstieg übertraf der Baksei Chamkrong alle seine Vorläufer und beeinflusste alle Nachfolgebauten.
Ursprünglich standen goldene Statuen von Shiva und dessen Gattin Devi in der Cella. Im Sandstein und im Backstein des Prasat wurden einige schöne und recht gut erhaltene Reliefs gestaltet; die im Backstein eingeritzten Devata (Göttinnen) an den Ecken des Prasat waren wohl Vorzeichnungen für die längst verschwundenen Stuckarbeiten.

## Inschrift
Der östliche Türrahmen trägt eine wichtige Inschrift. Diese wurde im Jahr 947 im Auftrag von Rajendravarman II. (944 – 968) angebracht. Anlass war die Errichtung einer goldenen Statue von Shiva (vermutlich erfolgte die Einweihung des Tempels zum gleichen Zeitpunkt). Die Sanskrit-Inschrift umfasst 48 Strophen. Als erstes erfolgt eine Lobpreisung verschiedener Götter. Dann werden verschiedene Stiftungen von Rajendravarman II. aufgezählt. Auch Stiftungen von Vorgängern (u. a. von Indravarman I.) werden aufgelistet. Der Einsiedler Kambu Swayambhuva und die Apsara Mera werden erwähnt; erstmals wird in einer kambodschanischen Inschrift das mythische Paar Kambu und Mera namentlich genannt (Urahnen der kambujanischen Nation). Rajendravarman II. rühmt seine Abstammung, die er auf Srutavarman (Solares Geschlecht) und Rudravarman von Funan (Lunares Geschlecht) zurückführt.